# Agrodiaetus damone
Agrodiaetus damone är en fjärilsart som beskrevs av Riley 1921. Agrodiaetus damone ingår i släktet Agrodiaetus och familjen juvelvingar. Inga underarter finns listade i Catalogue of Life.